# Bóbitásantilop-formák
A bóbitásantilop-formák (Cephalophinae) az emlősök (Mammalia) osztályának párosujjú patások (Artiodactyla) rendjébe, ezen belül a tülkösszarvúak (Bovidae) családjába tartozó alcsalád.
Az alcsaládba 21 recens faj tartozik.

## Rendszertani helyzetük
A bóbitásantlop-formák rendszertani helyzetének értékelésében nincs összhang a zoológusok között. Hagyományosan kettő nemet különítettek el; a monotipikus Sylvicapra nemet, ahová a pusztai bóbitásantilop (Sylvicapra grimmia) tartozik egyedül és az összes többi fajt magában foglaló Cephalophus nemet. Később felmerült, hogy a Maxwell-bóbitásantilop és a kék bóbitásantilop nevű fajok nem annyira közeli rokona a többi fajnak, ezért ezeket néhány taxonómus a Philantomba nembe sorolta be. Manapság általánosan elfogadottá vált ez a különválasztás.
Az egész alcsalád rendszertani helyzete a tülkösszarvúak (Bovidae) családján belül szintén nem teljesen tisztázott. Bár azt valamennyi rendszerező elismeri, hogy egyedülálló bélyegeik alapján feltétlenül külön alcsaládba sorolandók, ennek az alcsaládnak a helye a családon belül bizonytalan. Korábban általánosan elfogadott volt, hogy a bóbitásantilopok a tülkösszarvúakon belül primitív fajoknak számítanak, közel állhatnak az egész család miocén kori őseihez. Ma már a zoológusok többsége nem teljesen biztos ebben a kérdésben. Egyesek szerint a bóbitásantilopok közeli rokonságban vannak a tulokformák (Bovinae) alcsaládjával. Mások a tehénantilop-formákhoz (Alcelaphinae) közel állóaknak értékelik őket. A DNS szintézisen alapuló vizsgálatok azonban azt mutatták, hogy a nádiantilop-formák (Reduncinae) a legközelebbi rokonaik a családon belül.

### Rendszerezés
Az alcsaládba az alábbi 3 élő nem tartozik:
- Cephalophus Hamilton Smith, 1827
- Philantomba Blyth, 1840
- Sylvicapra (Ogilby, 1837)

## Előfordulásuk
A bóbitásantilopok Afrika középső és déli területén, az erdőben élnek, és akár 4000 méteres tengerszint feletti magasságig is felhatolhatnak. Még az Afrika partjai előtt fekvő, nagyobb szigeteken is élnek (mint az Egyenlítői-Guinea államhoz tartozó Fernando Poó szigetet, a Guineai-öbölben vagy Zanzibár és Pemba szigete az Indiai-óceánban). A legtöbb bóbitásantilop-faj kifejezetten gyakori, bár egyeseket rejtett életmódjuk miatt olyan nehéz megfigyelni, hogy az állomány létszámát illetően csak becslésekbe bocsátkozhatunk. Azért öt fajt, a veszélyeztetett fajok közé sorolják.

## Megjelenésük
A marmagasság és a testtömeg fajonként eltérő. Nagyságuk a nyúlnagyságtól egészen az európai dámvad méretéig terjedhet. Marmagasságuk 30–85 centiméter közötti. Testtömegük 4,5–63,5 kilogramm között mozog. Az állatok bundájának a színe is nagyon váltózó. A pofatájékon szagmirigyeket hordoznak. A hím és a nőstény szőrbóbitát visel a feje tetején. A szarv rövid és hegyes, enyhén hátrahajlik. Sok fajnál csak a hím visel szarvat, míg más fajoknál mindkét ivarnak van fejdísze. Mellső lábuk rövidebb, mint a hátsó, s ez lehetővé teszi, hogy lehorgasztott fejjel könnyen átfurakodjanak a sűrű növényzeten.

## Életmódjuk
Az állatok magányosan vagy párban élnek, a bozótosban és az erdőben territóriumot tartanak fenn. Valamennyi faj rejtekhelyén tölti a nappalt és csak az esti szürkület beállta után kezd el táplálékot keresni. A pusztai bóbitásantilop eléggé elkülönül a többi fajtól életmódját tekintve ezért sorolják külön nemzetségbe. Ez a faj a bóbitás antilopok körében szokatlan módon nem a zárt erdőségekben, hanem az erdők peremén, bokros vidékeken olykor nyílt szavannákon fordul elő. Táplálékuk növények, gyümölcsök, de fogyasztanak állati eredetű táplálékot is például tojásokat, rovarokat, csigákat, békákat és néha döghúst is.

## Szaporodásuk
A párzási időszak egész évben tart. A vemhesség fajtól függően 7–9 hónapig tart, ennek végén 1, ritkábban 2 borjú születik. Életének első heteiben a sűrű növényzetben rejtőzködik. A borjú kétéves koráig az anyja territóriumán marad. A bóbitásantilopok fogságban 12 évig élnek.

## Képek

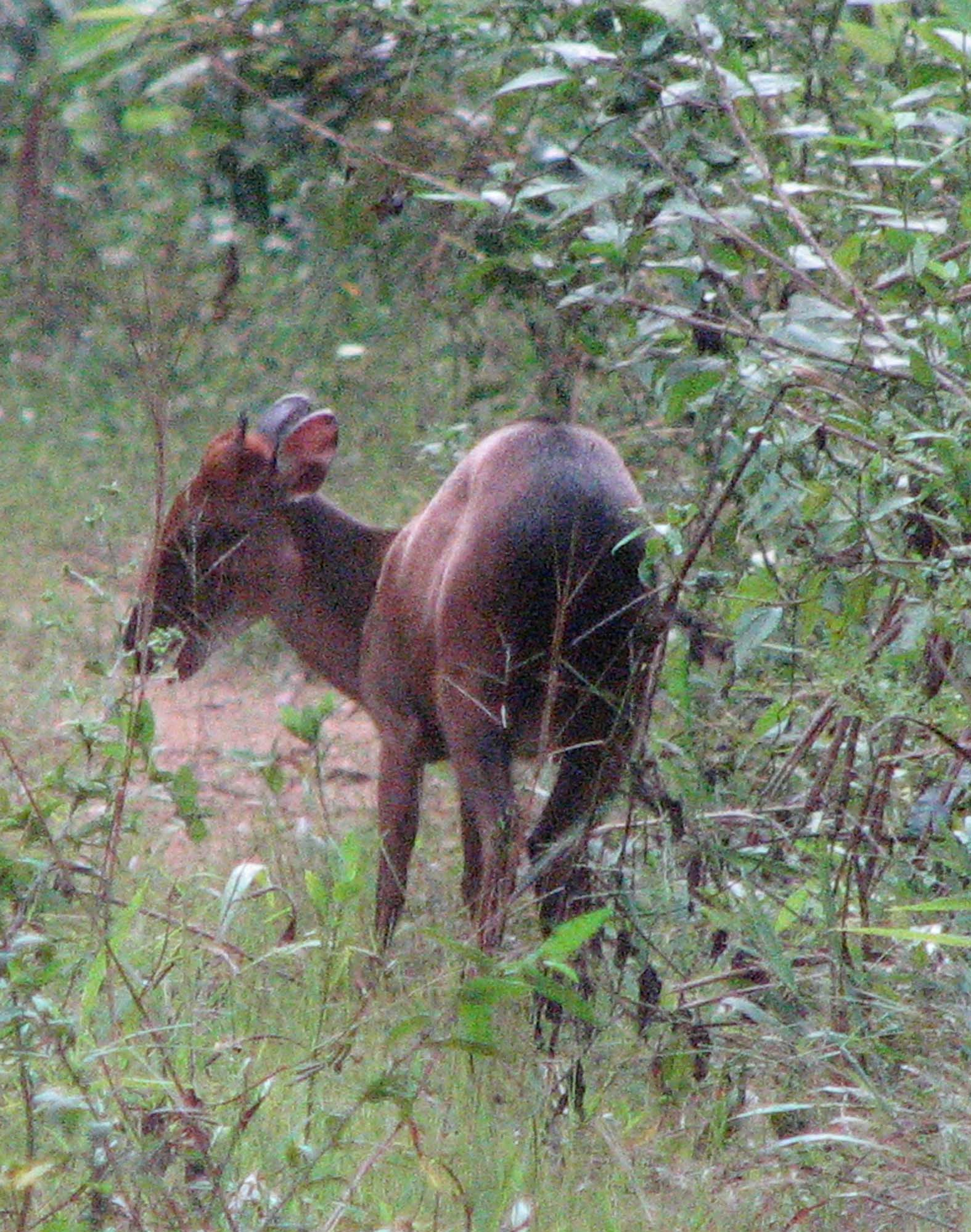
Cephalophus callipygus
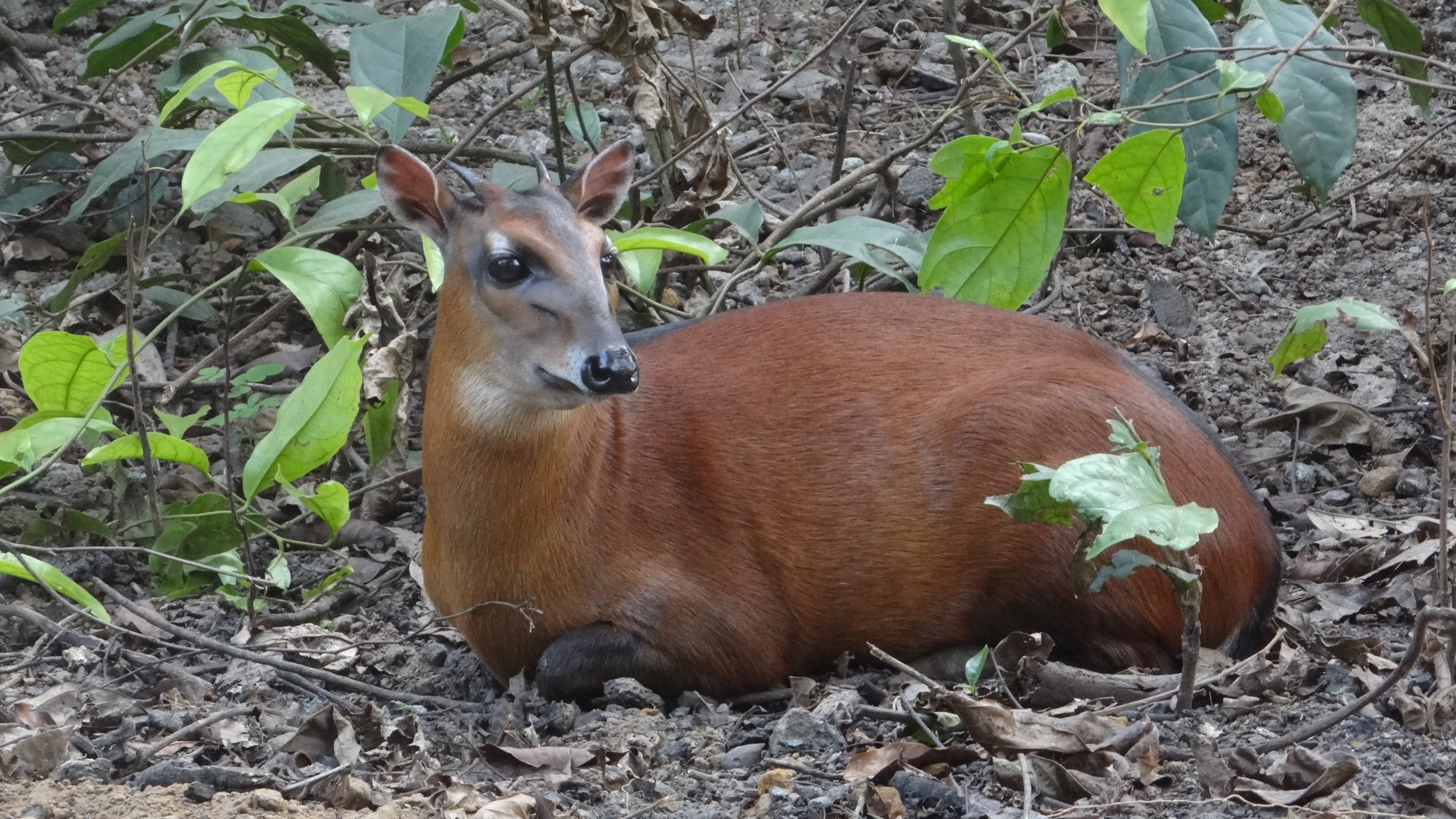
Cephalophus dorsalis
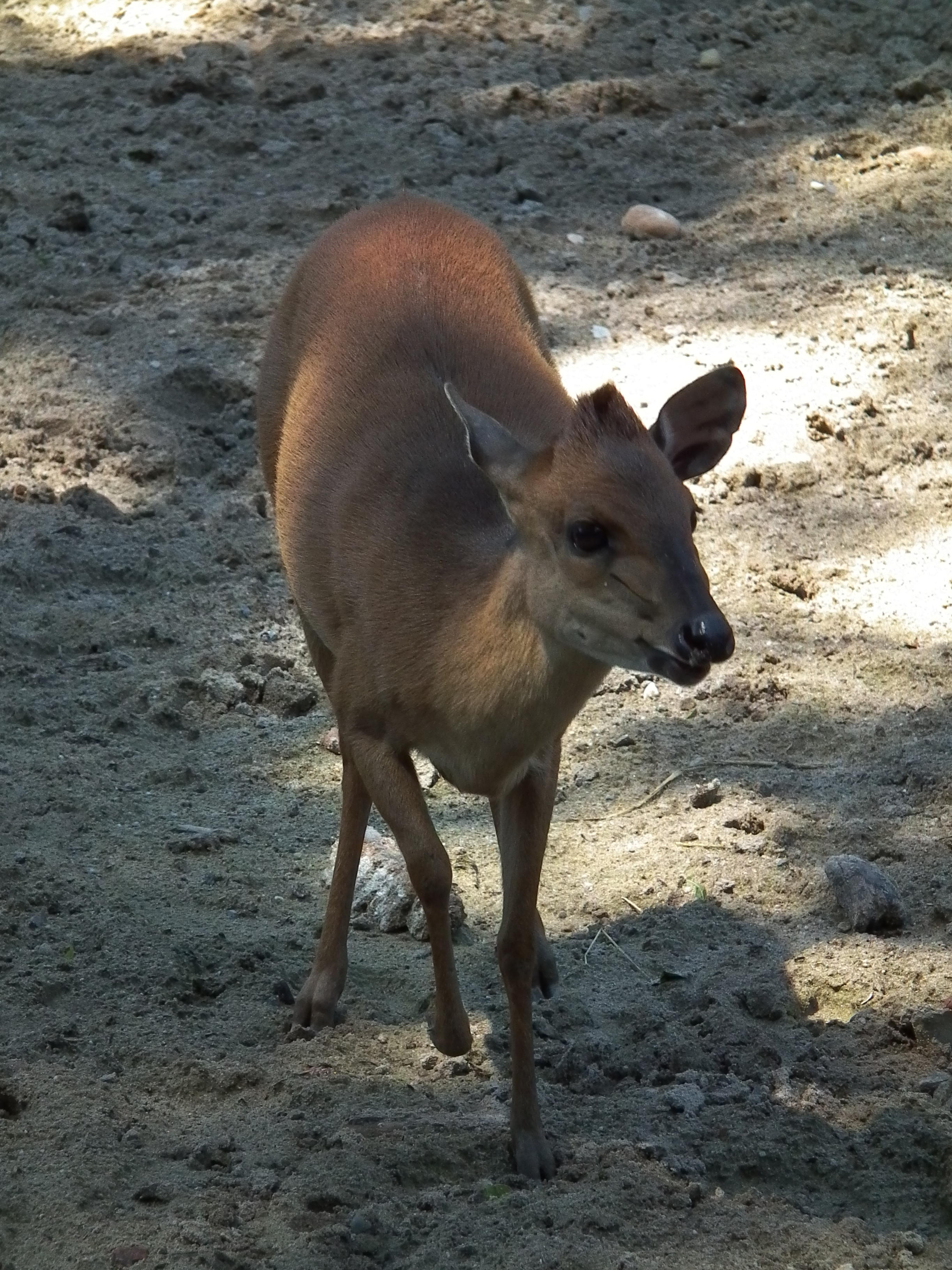
Cephalophus natalensis
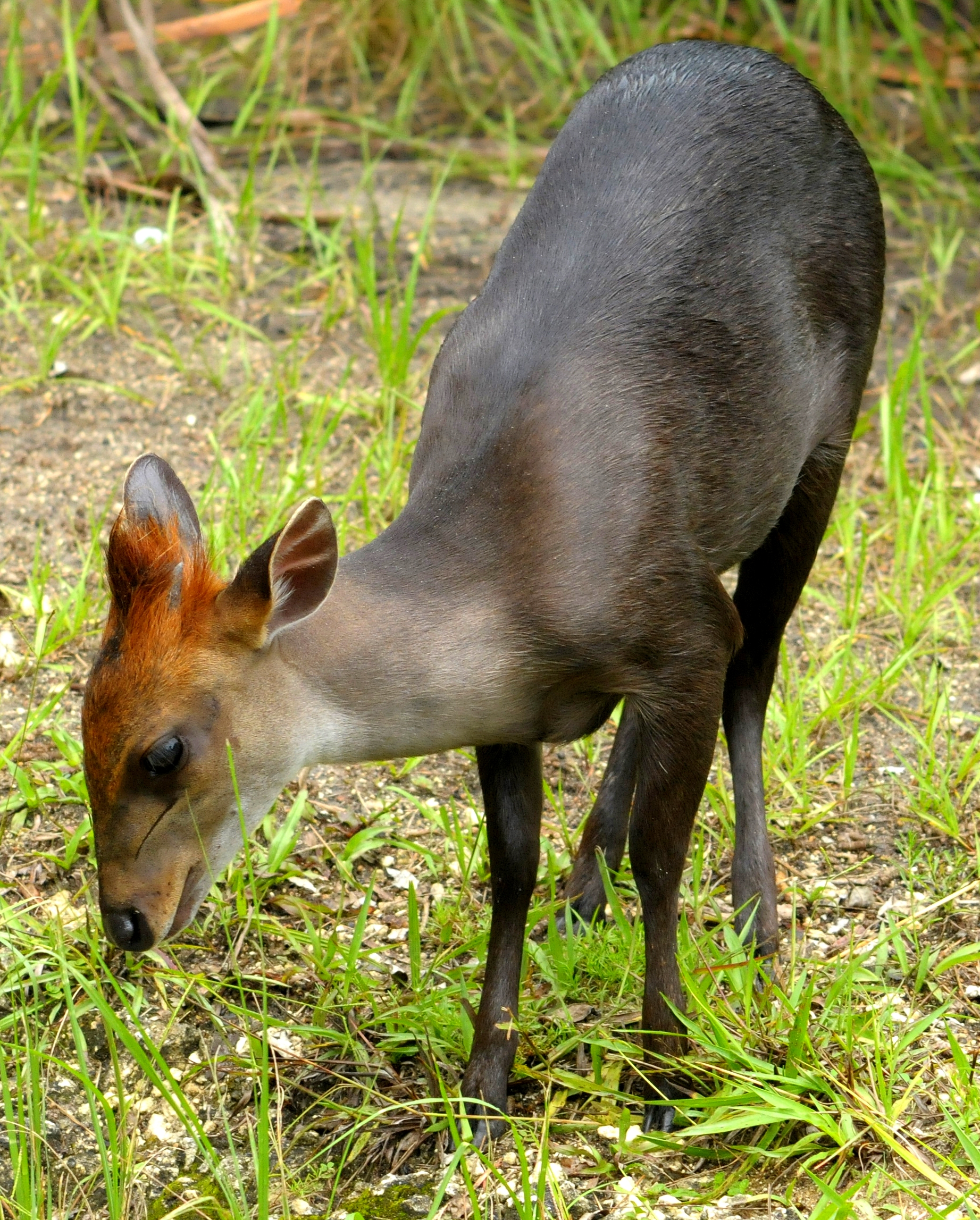
Cephalophus niger
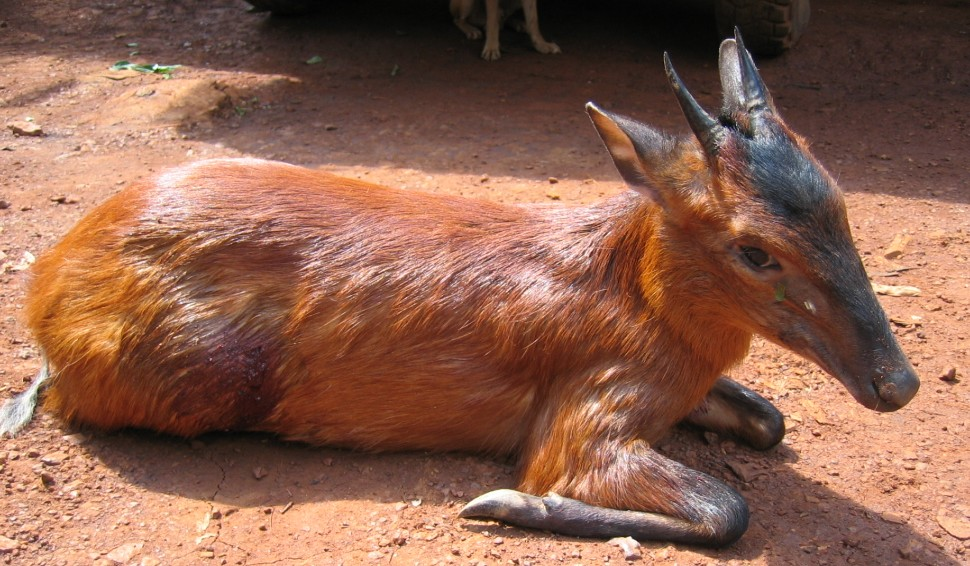
Cephalophus nigrifons
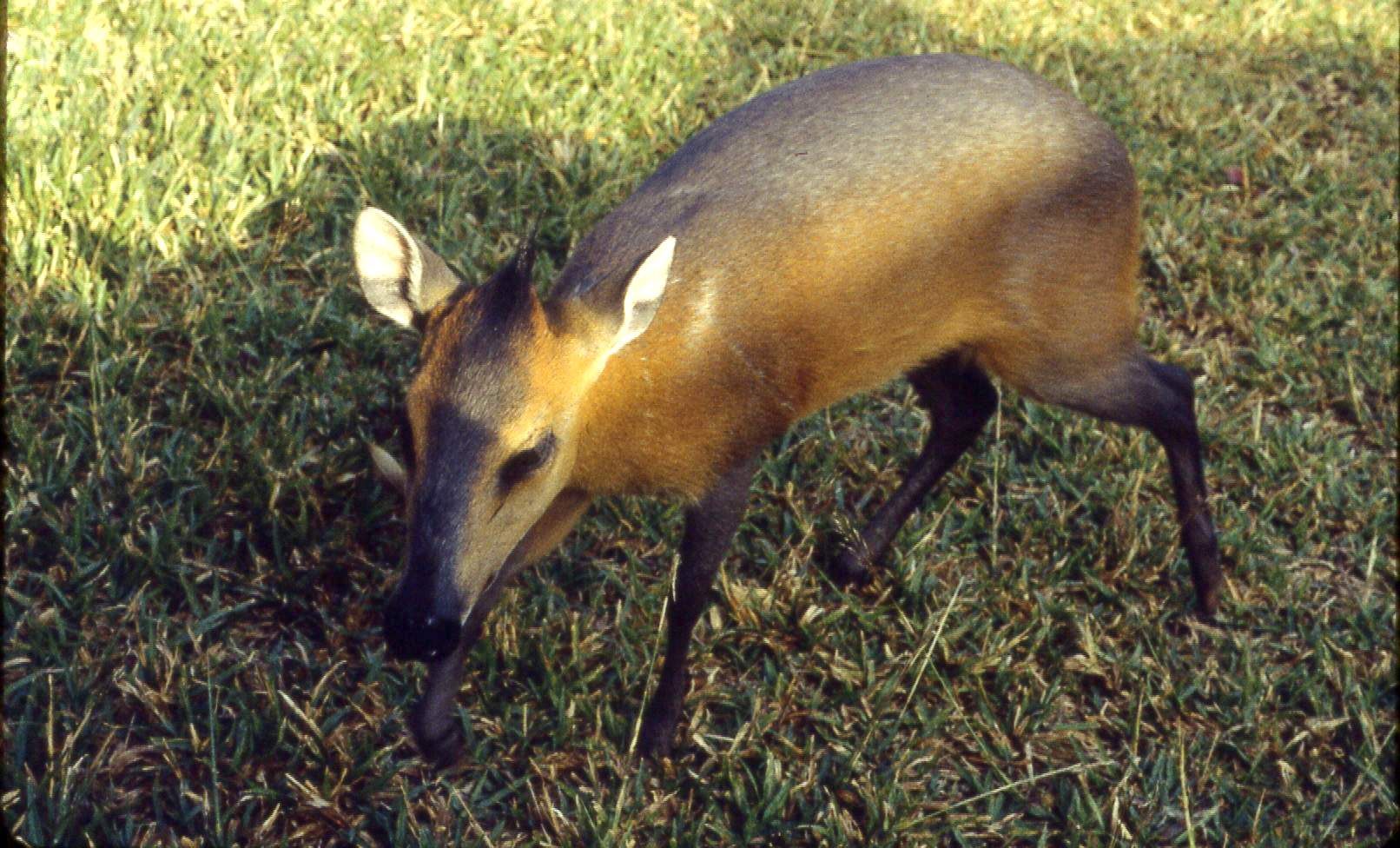
Cephalophus rufilatus
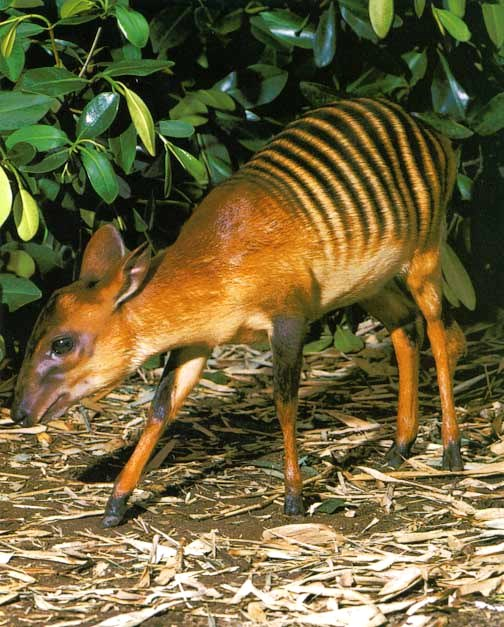
Cephalophus zebra
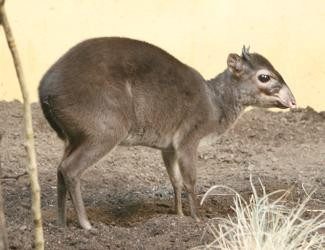
Philantomba maxwellii
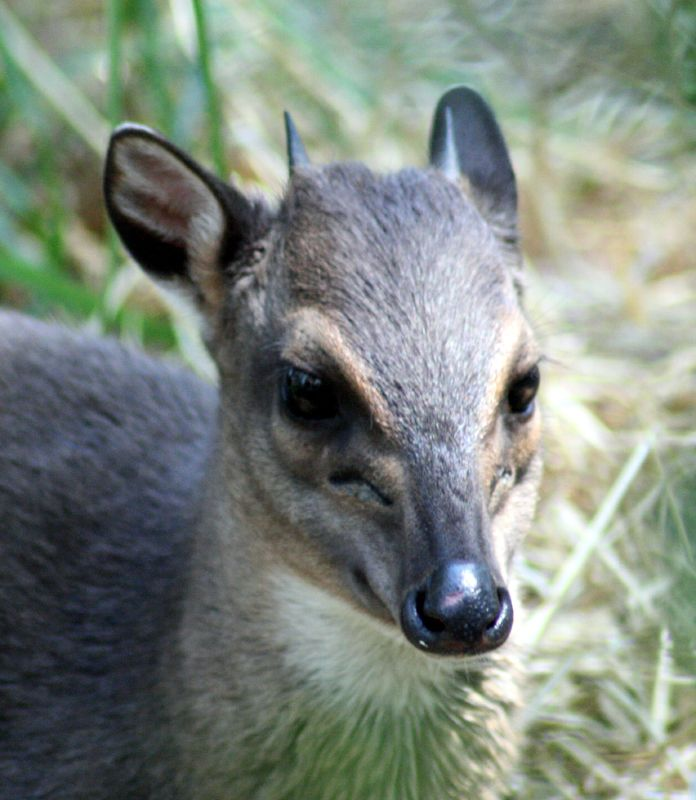
Philantomba monticola
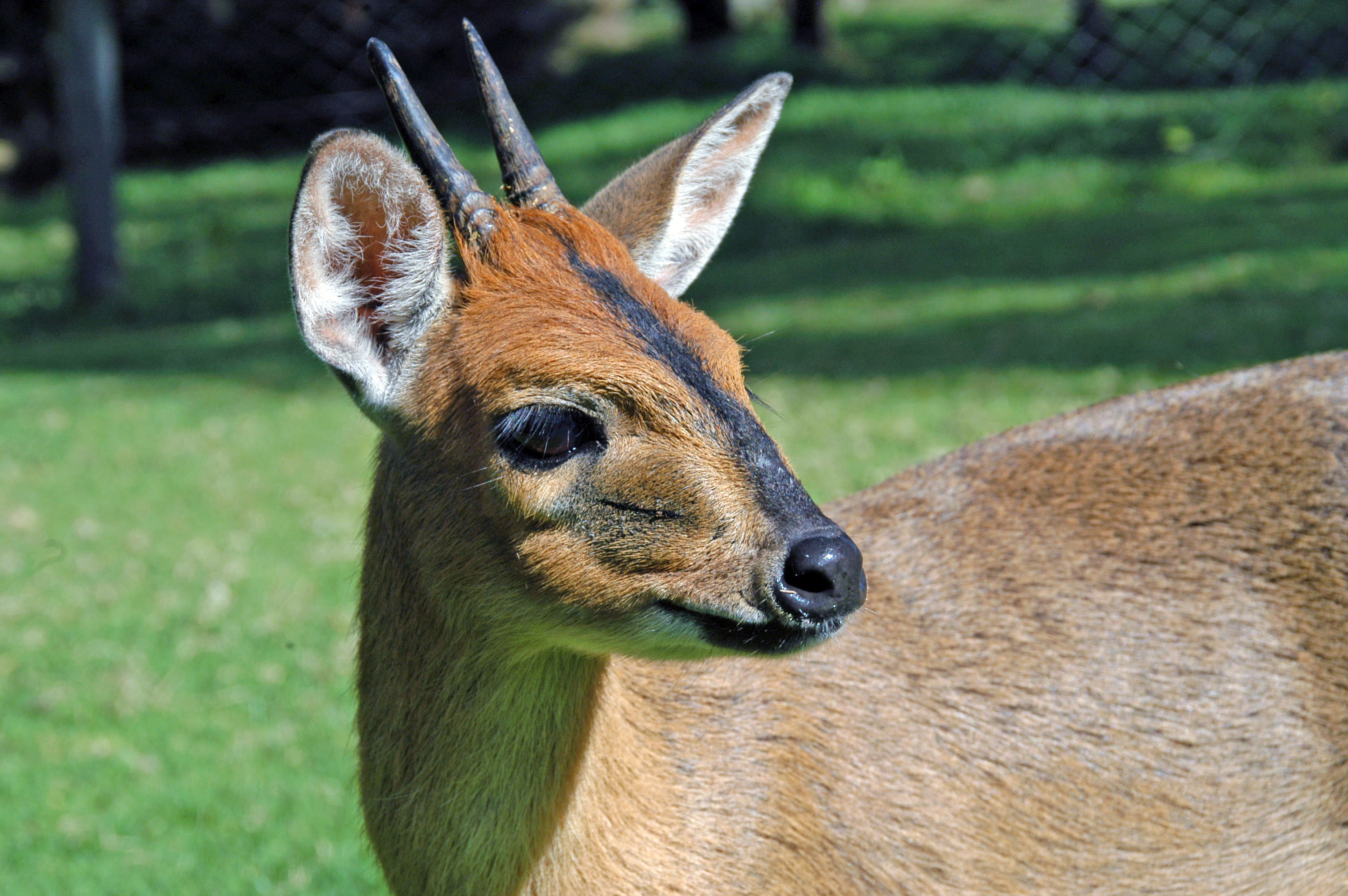
Sylvicapra grimmia